# Политички статус Косова и Метохије
Политички статус Косова и Метохије, такође познат као косовско-метохијско питање, предмет је дуготрајног политичког и територијалног спора између владе Републике Србије (раније такође и савезне владе СР Југославије) и владе Републике Косово, који је проистекао из распада Југославије и рата на Косову и Метохији који је уследио. Управа над Аутономном Покрајином Косово и Метохија је 1999. године привремено предата Уједињеним нацијама под условима Резолуције 1244 којом је окончан рат. Она је поново потврдила територијални интегритет Србије над Косовом и Метохијом, али је захтевала од управе УН да промовише успостављање „значајне аутономије и самоуправе” за Косово и Метохију до „коначног решења” насталог из преговора између страна.
Преговори под покровитељством УН почели су у фебруару 2006. године, а иако није постигнут договор између страна, у мају 2007. представљен је предлог специјалног изасланика УН Мартија Ахтисарија који препоручује „независност под надзором” за покрајину. После вишенедељних дискусија у седишту УН у Њујорку, САД, Уједињено Краљевство и друге европске чланице Савета безбедности Уједињених нација су 20. јула 2007. формално „одбациле” нацрт Резолуције који подржава Ахтисаријев предлог, пошто нису успели да обезбеде подршку Русије.
Дана 17. фебруара 2008. „демократски одабране вође наших људи”, које су чинили посланици Скупштине Косова албанске народности делујући ван оквира привремених институција самоуправе, донеле су Декларацију о независности којом је успостављена Република Косово. Међународни суд правде (МСП) пресудио је да Декларација није прекршила међународно право и навео да њени аутори-потписници представљају вољу „народа Косова”, а не Скупштине Косова под окриљем Резолуције 1244. МСП је тада вештом игром речи отворено избегао да одговори на постављено питање, тако што је свој одговор ограничио само на правну оцену документа под називом „Декларација о независности Косова”, уместо да пружи правну оцену да ли је чин једностраног проглашења независности Косова био у складу с међународним правом.

## Хронологија

### Статус у Краљевини Југославији
Након балканских ратова (1912—1913) и Лондонског и Букурештанског споразума, који су довели до губитка територије Османског царства на већини Балканског полуострва, Косово је постало саставни део Краљевине Србије, док је Метохија припала Краљевини Црној Гори. Године 1918. Црна Гора се ујединила са Србијом, најпре поставши саставни део Краљевине Србије, да би се убрзо придружила Краљевини Срба, Хрвата и Словенаца, признатој 1919. и 1920. на Париској мировној конференцији и Друштву народа, док је Устав добила 1921. Демонстрације Албанаца који су захтевали уједињење са Кнежевином Албанијом угушила је Југословенска војска. Године 1922. државна комисија је укинула историјске целине и основала 33 нове административне области. Године 1926. решен је гранични спор са Албанском републиком, највећи део области Горе остао је у Краљевини СХС.
Године 1929. Краљевина Југославија је подељена у девет великих покрајина званих бановине, формализовани новим Уставом из 1931. Границе бановина су намерно повучене тако да не одговарају границама између етничких група или државним границама пре Првог светског рата. Већи део Косова и Метохије био је додељен Зетској бановини, а мањи делови Моравској и Вардарској бановини.

### Статус у комунистичкој Југославији
Првим Уставом Федеративне Народне Републике Југославије (касније преименоване у Социјалистичка Федеративна Република Југославија) Косово и Метохија су успостављени као аутономна област у саставу Народне Републике Србије, док је Вардарска област на југу Србије добила статус посебне републике, Народне Републике Македоније. Уставом, донетим 31. јануара 1946. године, стајало је да „Народна Република Србија обухвата Аутономну Покрајину Војводину и Аутономну Косовско-Метохијску Област.” У њему нису прецизирана права и делокруг аутономних покрајина, већ је наведено да је то питање које треба „одредити уставом [матичне] републике.”
Каснији Устав СФРЈ, донет 7. априла 1963. године, поново је предвиђао да републике „оснивају аутономне покрајине у складу са уставом на подручјима са посебним националним обележјима или на подручјима са другим обележјима, на основу изричите воље становништва те области.” У оквиру Социјалистичке Републике Србије „постоје две аутономне покрајине, Војводина и Косово и Метохија, установљене 1945. године одлуком Народне скупштине НР Србије у складу са изричитом вољом становништва ових области.” Детаљи о правима и обиму покрајина били су, опет, резервисани за републичке уставе.
Устав из 1974. у великој мери је променио уставно устројство СФРЈ. Повећана је аутономија САП Косова и Војводине и обема аутономним покрајинама дато дефакто право вета у скупштини Србије и Југославије јер промене њиховог статуса нису могле да се изврше без сагласности две покрајинске скупштине. Такође, дао је једнак статус српском, албанском и турском језику и писму на Косову. Ово је створило чудну ситуацију (аналогну оној у Уједињеном Краљевству од 1998) у којој је покрајина Србије могла да стави вето на одлуку која се односи на целу Србију, док Скупштина уже Србије није могла да поништи одлуке покрајинских парламената.
Устав Србије из 1974, који је усвојен у исто време, поновио је да „Социјалистичку Републику Србију чине Социјалистичке Аутономне Покрајине Војводина и Косово, које су настале у заједничкој борби народа и народности Југославије у Народноослободилачкој борби (Други светски рат)”. Посебно проглашеним Уставом Социјалистичке Аутономне Покрајине Косово је наведено:
| „ | Социјалистичка Аутономна Покрајина Косово је аутономна, социјалистичка, демократска, друштвено-политичка и самоуправна заједница радних људи и грађана, равноправних Албанаца, Црногораца, Муслимана, Срба, Турака и припадника других народа и народности и етничких група, засновано на моћи и самоуправљању радничке класе и свих радних људи. Социјалистичка Аутономна Покрајина Косово је део Социјалистичке Републике Србије и Социјалистичке Федеративне Републике Југославије. | ” |

Проширење овлашћења Косова изазвало је значајно незадовољство Срба, а српски политичари су водили кампању за поништавање статусних промена. То је постао поклич нове генерације српских политичара. Током 1980-их, умерени српски комунистички политичар Иван Стамболић, који је постао председник Председништва СР Србије, позивао је остале републике да пристану на смањење покрајинских аутономија.
Стамболић је успео да придобије Савез комуниста Југославије (СКЈ) за свој став о овом питању на 13. конгресу СКЈ, одржаном 1986. године, а затим формира Комисију за израду детаља уставних реформи. Међутим, Стамболића је 1987. свргнуо његов некадашњи штићеник Слободан Милошевић, који је искористио питање Косова да повећа своју политичку подршку.

### Под Слободаном Милошевићем
Милошевић се залагао за оштрију политику према Албанцима на Косову и Метохији. Он је 28. марта 1989. године изменио Устав Србије да би Скупштини Србије дао право да одлучује о уставној структури земље, поништавајући право вета Косова и Војводине. Према оповргнутој тврдњи у оптужници Хашког трибунала против Милошевића, када су предложени амандмани стављени пред Скупштину САП Косова, већина посланика је била уздржана у знак протеста и гласање није успело да постигне потребну двотрећинску већину. Председник Скупштине је ипак констатовао да су амандмани уредно усвојени. Оптужницу Хашког трибунала на суду је побио Вукашин Јокановић, који је у то време био председник Скупштине САП Косова. Суду је доставио видео-снимак гласања уз стенографске белешке са скупштинске седнице на којима се јасно види да су одборници потребном већином гласали за уставне амандмане.
Следеће године донет је нови Устав Србије који је драстично смањио овлашћења аутономних покрајина, остављајући многа раније аутономна права централним властима у Београду. Такође је промењено име Косова из Социјалистичка Аутономна Покрајина Косово у Аутономна Покрајина Косово и Метохија, враћајући покрајини статус пре 1970-их и реч „Метохија”.
Уставу из 1990. Албанци су се снажно опирали, који су успоставили владу „из сенке” паралелно са званичним естаблишментом којим доминирају Срби. Скупштина САП Косова у којој доминирају Албанци усвојила је незваничну резолуцију којом се Косово проглашава независним ентитетом унутар Југославије, који је по статусу еквивалентан постојећим републикама. Неколико дана касније, Скупштине Србије је формално распустила Скупштину САП Косова 5. јула 1990. године, сви њени закони су проглашени неважећим, а законодавне функције пренете на законодавну власт Београда. Дана 22. септембра 1991. свргнути албански посланици тамошње скупштине састали су се тајно у Приштини да прогласе Косово и Метохију независном сувереном државом, Републиком Косово. Народна Социјалистичка Република Албанија је била једина земља која је признала независност.
Независност Косова такође није подржала међународна заједница, која је задржала доследну политику од 1991. године у одржавању постојећих граница појединачних република Југославије. Дана 10. октобра 1991. КЕБС (сада Организација за европску безбедност и сарадњу) упозорио је да државе чланице „никада неће признати било какве промене граница, спољних или унутрашњих, до којих је дошло силом”. САД, Европска заједница и Совјетски Савез су 18. октобра 1991. издали заједничку изјаву којом су потврдили ове принципе.
Исти скуп принципа остао је камен темељац међународне политике према бившој Југославији током свих тамошњих ратова. Тако је, на пример, међународна заједница инсистирала на задржавању Босне и Херцеговине и Хрватске као јединствених држава, одбијајући признање отцепљене Републике Српске и Републике Српске Крајине.

## Статус и рат на Косову и Метохији
Статус Косова и Метохије је био кључно питање у политичком насиљу које је наговестило рат на Косову и Метохији. Почетком 1990-их формирана је терористичка Ослободилачка војска Косова (ОВК) етничких Албанаца, а 1996. почела је са организованим нападима на Полицију Србије и Војску Југославије.
Међународна заједница такође није подржала независност Косова у овој фази. Савет безбедности Уједињених нација донео је Резолуцију 1160 31. марта 1998. позивајући стране да постигну мирно решење и одбацујући било какве једностране покушаје прекрајања граница, уместо тога „потврђујући посвећеност свих држава чланица суверенитету и територијалном интегритету Савезне Републике Југославије.” Исти принципи су поново потврђени на састанку на високом нивоу током НАТО бомбардовања 1999. када су министри спољних послова Г8 усвојили политику успостављања „привремене администрације за Косово, према којој народ Косова може да ужива значајну аутономију унутар Савезне Републике Југославије”.
Дана 2. јуна 1999. тим који су успоставиле Финска и Русија, на челу са тадашњим председником Финске Мартијем Ахтисаријем, представио је председнику Милошевићу сет предлога. Они су укључивали обавезу да се успостави „привремени политички оквирни споразум којим се обезбеђује суштинска самоуправа за Косово, узимајући у обзир споразуме из Рамбујеа и принципе суверенитета и територијалног интегритета Савезне Републике Југославије и других земаља у региону.” Под тешким притиском НАТО бомбардовања, Милошевић је пристао да повуче југословенске снаге са Косова и Метохије и дозволи успостављање администрације под вођством УН у покрајини, уз снаге које предводи НАТО (КФОР).